# Erlen Pierwyszyn
Erlen Kirikowicz Pierwyszyn (ros. Эрлен Кирикович Первышин, ur. 25 lipca 1932 w Rasskazowie w ówczesnym obwodzie centralno-czarnoziemskim, zm. 26 czerwca 2004 w Moskwie) – radziecki polityk.

## Życiorys
W latach 1950–1955 studiował w Moskiewskim Elektrotechnicznym Instytucie Łączności, po ukończeniu studiów pracował w truście Państwowego Komitetu ds. Radioelektroniki ZSRR, inżynier mieszczących się na Syberii placówek nowosybirskiego oddziału tego trustu, w 1959 przeniósł się do Moskwy i został zastępcą głównego inżyniera trustu projektowo-montażowego. Od 1959 członek KPZR, od 1964 zastępca zarządcy trustu projektowo-montażowego w Moskwie, od 1965 zarządca Wszechzwiązkowego Trustu Projektowo-Montażowego Ministerstwa Przemysłu Radiowego ZSRR, w latach 1969–1970 dyrektor generalny Wszechzwiązkowego Zjednoczenia Naukowo-Produkcyjnego Ministerstwa Przemysłu Radiowego w Moskwie. Od kwietnia 1974 do lipca 1989 minister środków łączności ZSRR, od lipca 1989 do stycznia 1991 minister łączności ZSRR, następnie na emeryturze. Od czerwca 1991 przewodniczący Zarządu Koncernu Produkcji Systemów i Środków Telekomunikacji, od kwietnia 1992 prezydent Kompanii "Orbitieł", od kwietnia 1997 prezydent Kompanii "Andrew International Corporation". W latach 1976–1986 zastępca członka, a 1986–1990 członek KC KPZR. Deputowany do Rady Najwyższej ZSRR od 9 do 11 kadencji.

## Odznaczenia i nagrody
- Order Lenina (dwukrotnie)
- Order Rewolucji Październikowej
- Order Czerwonego Sztandaru Pracy
- Nagroda Państwowa ZSRR (1978)